# 9971 Ishihara
9971 Ishihara este un asteroid din centura principală de asteroizi.

## Descriere
9971 Ishihara este un asteroid din centura principală de asteroizi. A fost descoperit pe 16 aprilie 1993 la Kitami de Kin Endate și Kazuro Watanabe. El prezintă o orbită caracterizată de o semiaxă mare de 2,18 ua, o excentricitate de 0,12 și o înclinație de 2,7° în raport cu ecliptica.